# Муниципальное образование «Усть-Алтан»
Муниципальное образование «Усть-Алтан» — муниципальное образование со статусом сельского поселения в 
Осинском районе Иркутской области России. Административный центр — Усть-Алтан.

## Демография
По результатам Всероссийской переписи населения 2010 года 
численность населения муниципального образования составила 1140 человек, в том числе 565 мужчин и 575 женщин.

## Населенные пункты
В состав муниципального образования входят населенные пункты
- Усть-Алтан
- Рассвет[2]